# غلينديل (كاليفورنيا)
غلينديل مدينة صغيرة بعض الشئ تقع في ولاية كاليفورنيا يبلغ عدد سكانها حوالي 200.065نسمة تقع على نهر سكرامنتو وهي معزولة عن العالم قليلا ولكنها في نفس الوقت قريبة للغاية من أهم المراكز الحيوية لمدينة لوس أنجلوس مثل الداون تاون وهوليوود، وهذا ما يفسر ارتفاع أسعار الأراضي والعقارات فيها، ولا يوجد فيها الكثير من الصناعات تعتمد على الزراعة بشكل أساسي وخصوصا زراعة الحمضيات تأسست عام 1856م.

## المناخ
يظهر الجدول التالي التغييرات المناخية على مدار السنة لغلينديل:
| البيانات المناخية لـغلينديل       | البيانات المناخية لـغلينديل | البيانات المناخية لـغلينديل | البيانات المناخية لـغلينديل | البيانات المناخية لـغلينديل | البيانات المناخية لـغلينديل | البيانات المناخية لـغلينديل | البيانات المناخية لـغلينديل | البيانات المناخية لـغلينديل | البيانات المناخية لـغلينديل | البيانات المناخية لـغلينديل | البيانات المناخية لـغلينديل | البيانات المناخية لـغلينديل | البيانات المناخية لـغلينديل |
| الشهر                             | يناير                       | فبراير                      | مارس                        | أبريل                       | مايو                        | يونيو                       | يوليو                       | أغسطس                       | سبتمبر                      | أكتوبر                      | نوفمبر                      | ديسمبر                      | المعدل السنوي               |
| --------------------------------- | --------------------------- | --------------------------- | --------------------------- | --------------------------- | --------------------------- | --------------------------- | --------------------------- | --------------------------- | --------------------------- | --------------------------- | --------------------------- | --------------------------- | --------------------------- |
| الدرجة القصوى °ف (°م)             | 93 (34)                     | 92 (33)                     | 96 (36)                     | 105 (41)                    | 102 (39)                    | 110 (43)                    | 110 (43)                    | 107 (42)                    | 110 (43)                    | 108 (42)                    | 98 (37)                     | 93 (34)                     | 110 (43)                    |
| متوسط درجة الحرارة الكبرى °ف (°م) | 68 (20)                     | 70 (21)                     | 71 (22)                     | 76 (24)                     | 78 (26)                     | 84 (29)                     | 89 (32)                     | 91 (33)                     | 89 (32)                     | 83 (28)                     | 74 (23)                     | 68 (20)                     | 78 (26)                     |
| متوسط درجة الحرارة الصغرى °ف (°م) | 44 (7)                      | 46 (8)                      | 47 (8)                      | 50 (10)                     | 53 (12)                     | 57 (14)                     | 61 (16)                     | 62 (17)                     | 61 (16)                     | 55 (13)                     | 48 (9)                      | 44 (7)                      | 52 (11)                     |
| أدنى درجة حرارة °ف (°م)           | 23 (−5)                     | 17 (−8)                     | 23 (−5)                     | 34 (1)                      | 37 (3)                      | 41 (5)                      | 45 (7)                      | 48 (9)                      | 44 (7)                      | 37 (3)                      | 29 (−2)                     | 26 (−3)                     | 17 (−8)                     |
| الهطول إنش (مم)                   | 4.48 (114)                  | 5.00 (127)                  | 4.38 (111)                  | 1.22 (31)                   | 0.45 (11)                   | 0.21 (5.3)                  | 0.05 (1.3)                  | 0.21 (5.3)                  | 0.48 (12)                   | 0.65 (17)                   | 1.50 (38)                   | 2.46 (62)                   | 21.09 (534.9)               |
| المصدر:                           |                             |                             |                             |                             |                             |                             |                             |                             |                             |                             |                             |                             |                             |

## أهم المعالم
إن من أهم معالم هذه الضاحية الصغيرة في مدينة لوس انجلوس ذا أمريكانا، وهو مجمع ترفيهي تسوقي به صالات عرض سينمائية وكذلك محال تجارية تضم صفوة الماركات العالمية بالإضافة إلى المطاعم الخمس نجوم هذا فضلاَ عن شقق سكنية فاخرة.
وفيها مقر شركة وشبكة كارولا ديجيتال.

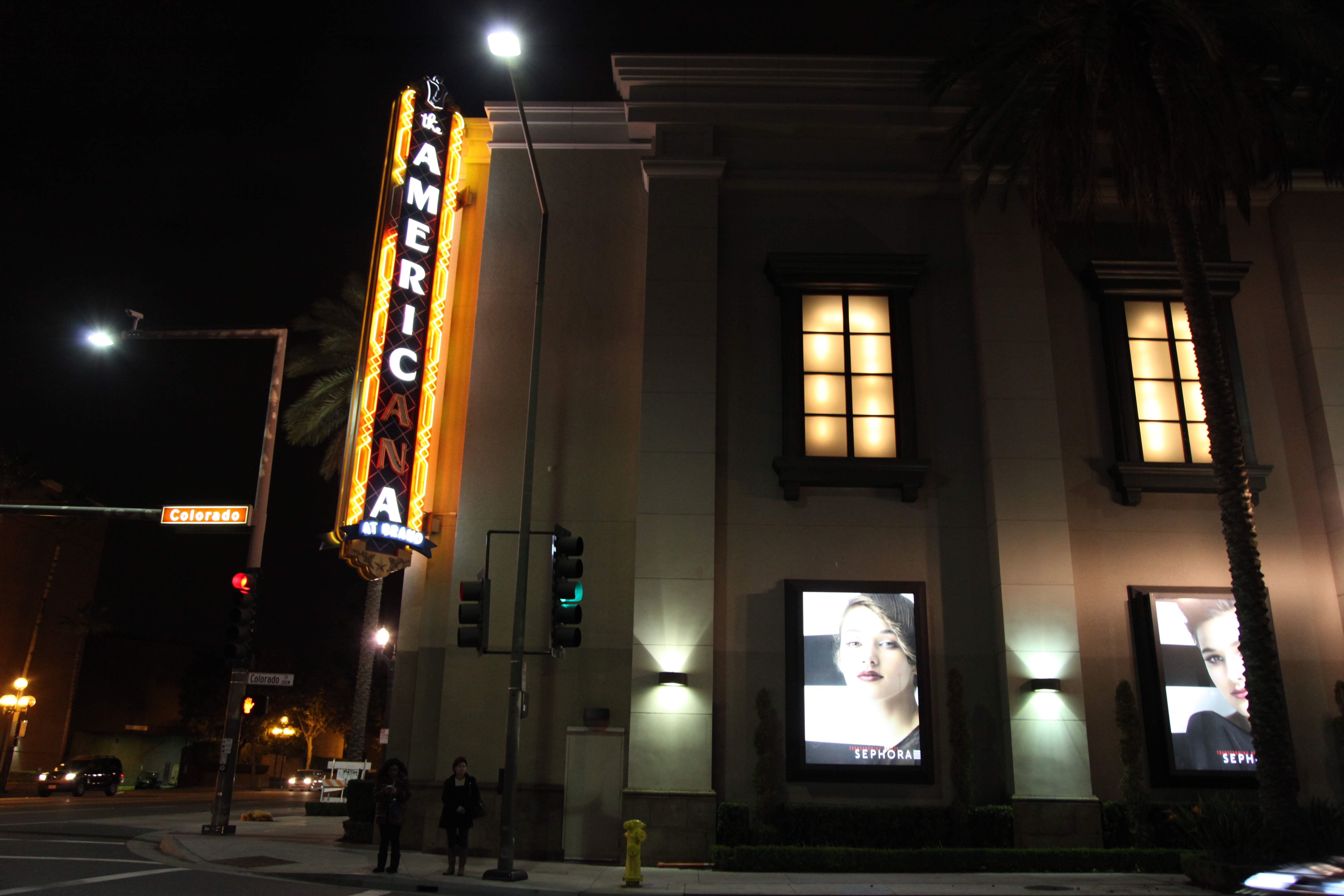
The Americana in Brand. Glendale, Ca.

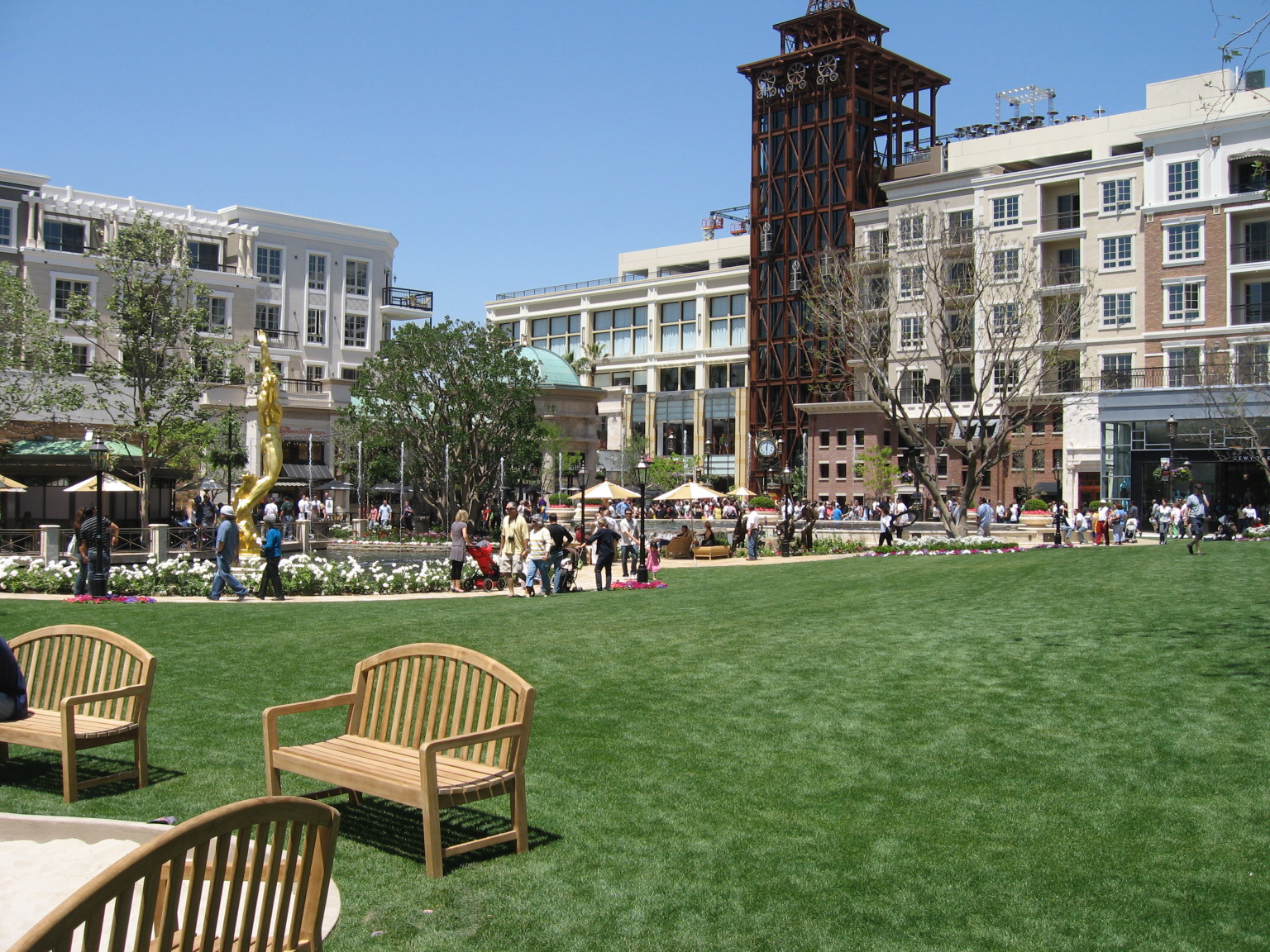
The Americana at Brand

## توأمة
لغلينديل (كاليفورنيا) اتفاقيات توأمة مع:
- كابان

## أعلام
- بول ووكر
- جوليا آن
- إيريكا إيليناك
- روبرت ألتمان
- ليه هورفاث
- روبرت إنجلوند
- هربرت يوجين بولتون
- بيتي كومبسون
- ليو وايت
- إدوارد فورلونغ
- مايكل جاكسون